# 減圧用アダプタ

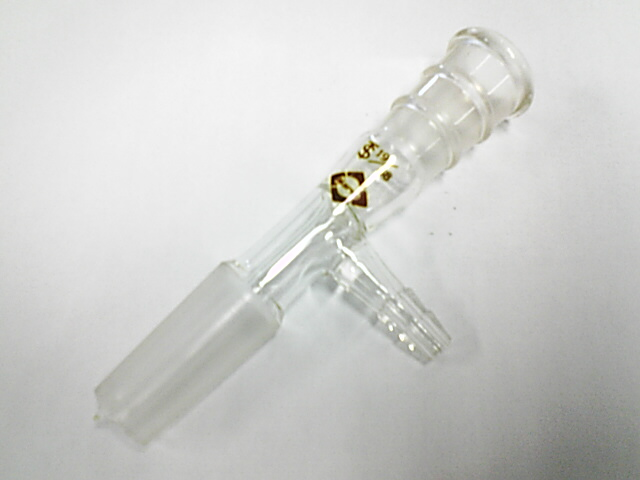
減圧用アダプタ

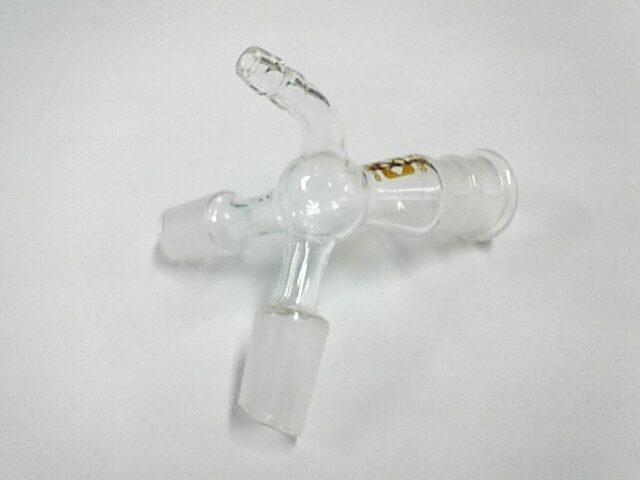
二又減圧用アダプタ

減圧用アダプタ（げんあつようアダプタ）は、実験器具の一つで、減圧のための側管を持つアダプタである。減圧条件を必要とする実験に用いるため、冷却管及びフラスコとの接合部はすり合わせになっている。フラスコを接続する側が二又になった二又アダプターも販売されている。